# آملی باربتا
آملی باربتا (انگلیسی: Amélie Barbetta؛ زادهٔ ۱۶ مارس ۱۹۹۱) بازیکن فوتبال اهل فرانسه است.
وی همچنین در تیم‌های ملی فوتبال France women's national under-17 football team, France women's national under-19 football team، و France women's national under-20 football team بازی کرده‌است.